# Lex Sarah

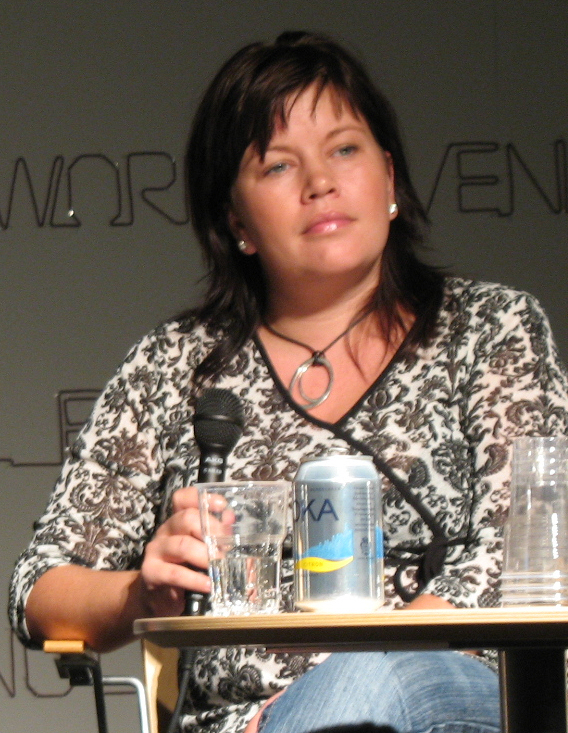
Sarah Wägnert 2006.

Lex Sarah är det vardagliga namnet på 14 kap. 3 § i socialtjänstlagen, som föreskriver att var och en som är verksam inom omsorger om äldre människor eller människor med funktionsnedsättning ska vaka över att dessa får god omvårdnad och lever under trygga förhållanden. Personalen måste anmäla missförhållanden. Lex Sarah är en bestämmelse i socialtjänstlagen som innebär att den som arbetar med att ge service och omvårdnad inom socialtjänstens område är skyldig enligt lag att rapportera missförhållanden och risk för missförhållanden i verksamheten. Lagen trädde i kraft den 1 januari 1999. Den senaste ordalydelsen är från den 1 juli 2011. 

## Historia
Namnet Lex Sarah kommer av undersköterskan Sarah Wägnert, som arbetade vid vårdhemmet Polhemsgården i Solna. Det hade under många månader funnits brist på personal samt rutiner på det nyöppnade vårdhemmet vilket föranledde vanvård av de äldre. Personalen kontaktade fackförening, kommunen samt det privatägda bolaget som ansvarade för verksamheten utan att någon förändring kom till stånd och inte heller tog någon på sig ansvaret för att en förbättring skulle ske. I oktober 1997 uttalade sig den då 23-åriga undersköterskan i TV-programmet Rapport om att det förekom vanvård på hemmet efter att Rapport hade gjort ett oanmält besök. Detta ledde till stor uppmärksamhet i massmedia och föranledde att bestämmelsen inrättades.

## Lagen
Lagparagrafen har följande lydelse:
3 § Den som fullgör uppgifter inom socialtjänsten eller vid Statens institutionsstyrelse ska genast rapportera om han eller hon uppmärksammar eller får kännedom om ett missförhållande eller en påtaglig risk för ett missförhållande, som rör den som får, eller kan komma i fråga för, insatser inom verksamheten.
Rapporteringsskyldigheten fullgörs
1. i yrkesmässigt bedriven enskild verksamhet till den som bedriver verksamheten,
2. i verksamhet vid Statens institutionsstyrelse till ledningen, och
3. i övrigt till berörd socialnämnd.

Enskilda, anhöriga och allmänhet kan inte göra en lex Sarah-anmälan.
Anställda ska rapportera missförhållanden till den som bedriver verksamheten. Information om rapporteringsskyldigheten ska ges av den som bedriver verksamheten. Ett allvarligt missförhållande eller en påtaglig risk för det ska i sin tur av verksamheten anmälas till Inspektionen för vård och omsorg, IVO. 
För vårdgivare finns en motsvarande reglering i den s.k. Lex Maria, d.v.s. 6 kap. 4 § i lagen (1998:531) om yrkesverksamhet på hälso- och sjukvårdens område (f.o. m 1 januari 2011 Patientsäkerhetslagen).